# Célia Barrot
Pour les articles homonymes, voir Barrot.
Célia Barrot (née le 6 février 1990 à Limoges) est une nageuse française, spécialiste des épreuves de nage en eau libre.
Commençant la nage en eau libre en 2008, elle se distingue rapidement en obtenant dès sa première participation aux Championnats de France deux médailles d'argent sur 5 km contre-la-montre et 10 km en ligne derrière Cathy Dietrich, des performances la qualifiant ainsi pour les Championnats d'Europe organisés en septembre à Dubrovnik (Croatie). Elle y termine quinzième sur 5 km et 21e sur 10 km. Plus tôt dans l'année, elle enlevait le titre de championne de France du 5 km en salle.
En 2009, elle termine cinquième du 25 km des Championnats du monde pour sa première participation à un rendez-vous planétaire. Elle termine alors à un peu plus d'une minute de la vainqueur, l'Allemande Angela Maurer. L'année suivante, elle monte cette fois sur la troisième marche du podium remportant sa première récompense internationale. Seules la Néerlandaise Linsy Heister et l'Espagnole Margarita Dominguez la devancent alors sur le lac Saint-Jean près de Roberval au Canada. Elle devient par la même occasion la première Française médaillée mondiale en eau libre.

## Palmarès
| Année | Compétition           | Ville              | Épreuve  | Rang |
| ----- | --------------------- | ------------------ | -------- | ---- |
| 2008  | Championnats d'Europe | Dubrovnik, Croatie | 5 km CLM | 15e  |
| 2008  | Championnats d'Europe | Dubrovnik, Croatie | 10 km    | 21e  |
| 2009  | Championnats du monde | Rome, Italie       | 25 km    | 5e   |
| 2010  | Championnats du monde | Roberval, Canada   | 25 km    | 3e   |
| 2011  | Championnats du monde | Shanghai, Chine    | 25 km    | 7e   |
| 2011  | Championnats d'Europe | Eilat, Israël      | 10 km    | 13e  |
| 2011  | Championnats d'Europe | Eilat, Israël      | 25 km    | 7e   |